# تپه حسن‌آباد کوچکه
تپه حسن‌آباد کوچکه مربوط به عصر آهن دو I - دوره اشکانیان - سدهٔ ۷ تا ۱۱ ه.ق است و در شهرستان بروجرد، بخش مرکزی، دهستان شیروان، ۱ کیلومتری شرق روستای شیروان واقع شده و این اثر در تاریخ ۲۸ اسفند ۱۳۸۵ با شمارهٔ ثبت ۱۸۳۴۳ به‌عنوان یکی از آثار ملی ایران به ثبت رسیده است.